# Эйснер, Лотта
Лотта Генриетта Эйснер (вариант передачи имени — Лотте Айснер, нем. Lotte Henriette Eisner; 5 марта 1896, Берлин — 25 ноября 1983, Париж) — кинокритик, историк кино, одна из крупнейших специалистов по немецкому экспрессионизму.

## Биография
Родилась в Берлине в семье еврейского коммерсанта. В 1927 году в берлинской газете «Фильм-курьер» были напечатаны её первые рецензии, и она стала «первой в Германии женщиной-кинокритиком».
В 1933 году иммигрировала из Германии во Францию, спасаясь от нацистских преследований. Во время оккупации Франции фашистской Германией ей удавалось какое-то время скрываться, но в конечном итоге она была интернирована в лагерь, расположенный на юге Франции, в городе Гюрс. После освобождения Франции вернулась в Париж.
Лотта Эйснер стала правой рукой Анри Ланглуа, одного из основателей Французской синематеки — там она работала главой архива на протяжении 30 лет (с 1945 по 1975 год). Среди прочего, Французская синематека обязана ей обширной коллекцией немецких фильмов и раритетных киноаппаратов из коллекции Уилла Дэя — они были приобретены при её непосредственном участии.
Лотта Эйснер писала статьи и рецензии для многих журналов, посвященных кино, в том числе для Cahiers du cinéma, ставшим знаковым изданием в истории французской новой волны. В 1970-е гг. поощряла и вдохновляла режиссёров нового немецкого кино.
В 1974 году, узнав о том, что Лотта Эйснер тяжело больна, режиссёр Вернер Херцог преодолел пешком 400 миль от Мюнхена до Парижа, с картой и компасом в руках, «ночуя под мостами», чтобы своей жертвой «выкупить» её жизнь.
В 1982 году Лотте Эйснер был присужден орден Почётного легиона. Она скончалась 25 ноября 1983 года. Вим Вендерс посвятил её памяти фильм «Париж, Техас» (1984).
Лотта Эйснер — автор фундаментальных монографий о Фрице Ланге и о Фридрихе Вильгельме Мурнау. Главный её труд — «Демонический экран» (1955), второе классическое исследование о немецком киноэкспрессионизме наряду с книгой Зигфрида Кракауэра «От Калигари до Гитлера».